# Corallus hortulanus
Espèce
Statut CITES
Corallus hortulanus, aussi appelé Boa d’Amazonie (anciennement Boa de cook) en Guyane, est une espèce de serpents de la famille des Boidae. Il a une espérance de vie de 15 ans.

## Répartition
Cette espèce se rencontre sur une grande partie du continent sud-américain :

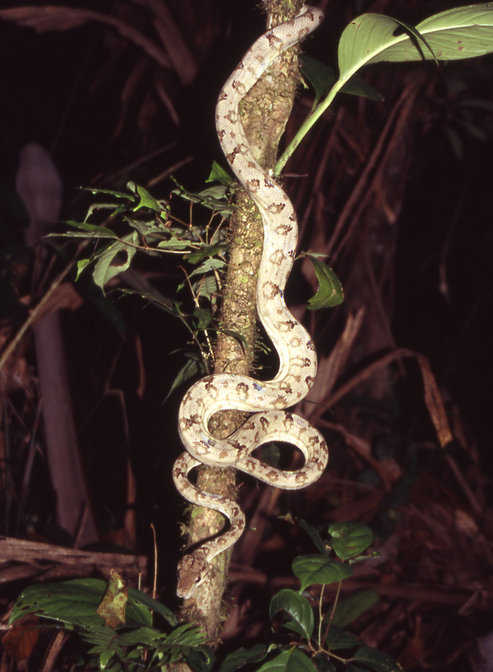
Corallus hortulanus

- en Colombie ;
- au Venezuela ;
- à Trinité-et-Tobago ;
- aux Petites Antilles ;
- au Guyana ;
- au Suriname ;
- en Guyane ;
- au Brésil ;
- en Bolivie ;
- au Pérou ;
- en Équateur.

## Habitat
On peut le retrouver dans de nombreux milieux différents, il accepte aussi bien une forêt primaire qu'une forêt secondaire y compris en lisière de zones plus ouvertes. La proximité de l'Homme, s'il y trouve une certaine tranquillité, ne semble pas le déranger (il semble même bénéficier de la présence de proies liées à la présence de l'homme tels que des rongeurs).
C'est un serpent arboricole dont l'activité est principalement nocturne. Bien que ses déplacements soient généralement en hauteur, il est fréquent de le voir au sol.

## Description
C'est un serpent mesurant en moyenne entre 100 et 150cm et pouvant atteindre 200cm. Leur tête est bien distincte par rapport au corps, surtout par rapport au cou qui lui est relativement fin. Le corps est plus fin et se finit par une queue préhensile. C'est une espèce polymorphe : en effet il fait preuve d'une grande variété de livrées pouvant aller de l'orange au gris en passant par le rouge, jaune, marron, ...
Il possède des yeux légèrement globuleux, avec une pupille elliptique et des fossettes thermo-sensibles très marquées.
C'est un animal vif qui, s'il est dérangé, n'hésite pas à mordre.

## Alimentation
C'est un chasseur à l'affut capable de patienter plusieurs heures afin de saisir une proie passant à sa portée. Il chasse principalement des mammifères (dont des chauves-souris), des oiseaux, des grenouilles et des lézards qu'il tue par constriction.

## Reproduction
La saison de reproduction dure 6 mois, de janvier à juin. Ovovivipare, la gestation dure 6 à 7 mois. La femelle met au monde entre 4 et 20 serpenteaux.
Le mâle est sexuellement mature vers 3 ans contre 4 ans pour la femelle.

## Liste des sous-espèces
Selon The Reptile Database (20 décembre 2011) :
- Corallus hortulanus hortulanus (Linnaeus, 1758)
- Corallus hortulanus enydris (Linnaeus, 1758)

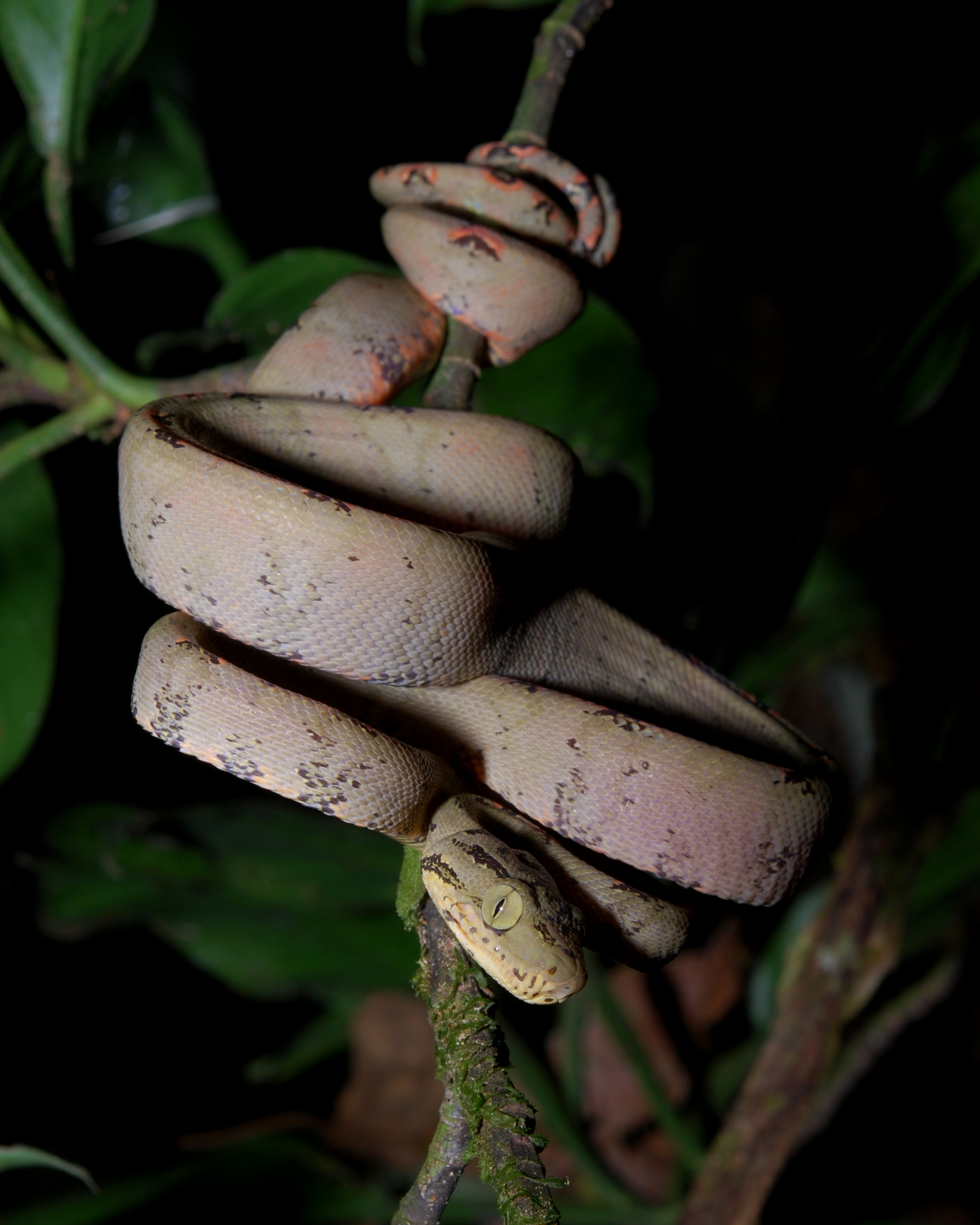
Corallus hortulanus

## Publication originale
- Linnaeus, 1758 : Systema naturae per regna tria naturae, secundum classes, ordines, genera, species, cum characteribus, differentiis, synonymis, locis, ed. 10 (texte intégral).
- Daudin, 1803 : Histoire Naturelle, Générale et Particulière des Reptiles; ouvrage faisant suit à l'Histoire naturelle générale et particulière, composée par Leclerc de Buffon; et rédigée par C.S. Sonnini, membre de plusieurs sociétés savantes, vol. 5, F. Dufart, Paris, p. 1-365 (texte intégral [archive]).